# Forrester Wave
Le Forrester Wave est le nom de la méthodologie de comparaison de solutions innovantes et technologiques utilisée par l'agence Forrester Research, qui se veut objective et indépendante de chacune des solutions comparées. 
Il prend la forme d'un rapport régulier (habituellement trimestriel ou semestriel) classant des entreprises ou des solutions sur des thèmes précis, habituellement avec un quadrant. 

## Quelques exemples de rapportsForrester Wave
Les rapports Forrester Wave sont souvent mis en avant par les entreprises dont les solutions ont eu de bons résultats ; l'on peut par exemple citer : 
- Les solutions de Robotic Process Automation, 1er trimestre 2021[3]
- Les cabinets d'Intelligence Artificielle, 1er semestre 2021[4]
- Les entrepôts de données cloud (Cloud Data Warehouse), 1er trimestre 2021[5]